# Dichen Lachman
Dichen Lachman (Nepal; 22 de febrero de 1982) es una actriz australiana de origen nepalí, conocida por haber interpretado a Katya Kinski en la serie Neighbours y a la comandante Anya en la serie de CW The 100.

## Biografía
Lachman nació en Katmandú, Nepal, hija de Tashi, una tibetana, y de Chris, un detective australiano. A los 7 años se mudó a Adelaide, Australia, con su familia.
Es muy buena amiga de las actrices Margot Robbie, Stephanie McIntosh y Caitlin Stasey.
En 2008 salió con el productor Anton King, pero la relación terminó. Comenzó a salir con el actor Maximilian Osinski, y la pareja se comprometió en 2014. El 24 de enero de 2015 los dos se casaron.

## Carrera
El 12 de diciembre de 2005 se unió al elenco de la exitosa telenovela australiana Neighbours, donde interpretó a la enfermera Katya Kinski, hasta el 7 de febrero de 2007, después de que su personaje decidiera tomar un trabajo en el grupo médico del equipo de fútbol Adelaide Crows en Adelaide. 
En 2009 se unió al elenco de la serie Dollhouse, donde interpretó a Sierra Tsetsangm, una joven que fue secuestrada y convertida en un activo, hasta el final de la serie en 2010.
En 2010 interpretó a Amy Hanamoa, la viuda de un policía asesinado, en la serie Hawaii Five-0.
En 2011 apareció brevemente en el octavo episodio, titulado "Social Traumas", de la quinta temporada de la serie web The Guild. Ese mismo año interpretó a la oficial y analista de la CIA Lyn Peterfield en la serie Torchwood: The New World.
En 2012 se unió al elenco de la segunda temporada de la versión estadounidense de la serie Being Human, donde interpretó a Suren, una vampira. Ese mismo año apareció en un episodio de la serie The Glades, donde interpretó a la chef Lana Kim.
También se unió al elenco principal de la serie estadounidense Last Resort, donde interpretó a Tani Tumrenjack, la administradora del bar "Santa Marina" e hija de un miembro de la tribu mayor, hasta el final de la serie en 2013, después de que fuera cancelada al finalizar su primera temporada.
En 2013 apareció en un episodio de la popular serie CSI: Crime Scene Investigation, donde dio vida a Jessica Lowell. Ese mismo año se unió al elenco recurrente de la serie King & Maxwell, donde interpretó a Benny, una falsificadora a la cual Sean King (Jon Tenney) recurre a veces por ayuda.
En 2014 se unió al elenco recurrente de la segunda temporada de la serie Agents of S.H.I.E.L.D., donde interpretó a Jiaying, la madre de Daisy "Skye" Johnson (Chloe Bennet).
En 2014 interpretó a la guerrera Anya en la serie The 100, apareciendo como miembro del elenco recurrente durante siete episodios, junto a Eliza Taylor.
En 2016 se unió al elenco recurrente de la tercera temporada de la serie The Last Ship, donde interpretó a Jesse, una piloto que ayuda al barco USS Nathan James.
A principios de agosto de 2016 se anunció que Dichen Lachman se había unido al elenco principal de la serie de Netflix Altered Carbon, donde dio vida a Reileen Kawahara, la hermana menor de Takeshi Kovacs (Joel Kinnaman). La serie, cuya primera temporada consta de diez episodios, se estrenó en febrero de 2018.
En septiembre del mismo año se anunció que Lachman se había unido al elenco de la segunda temporada de la serie Supergirl, donde dio vida a la villana Veronica Sinclair, alias "Roulette".

## Filmografía

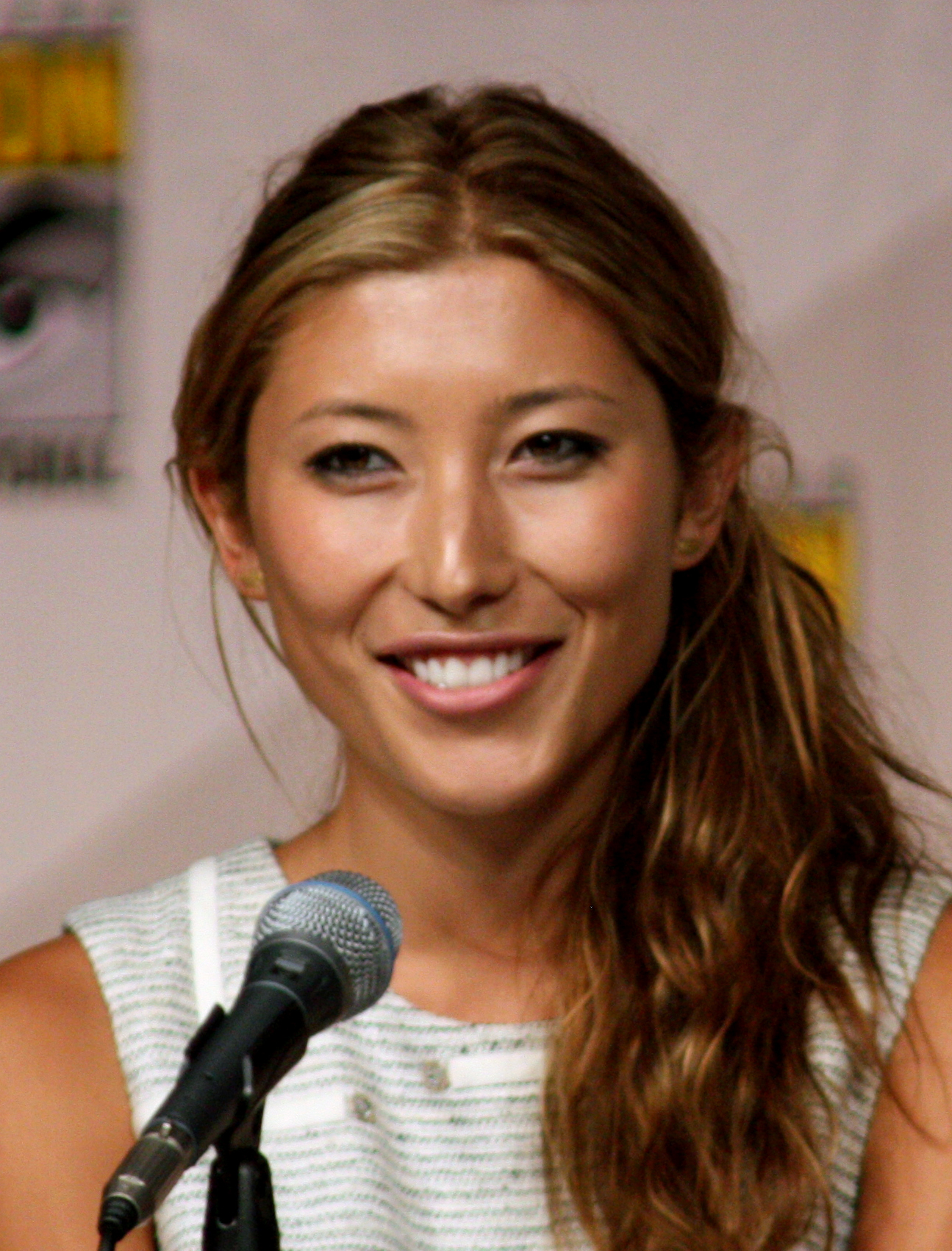
Lachman en la Convención Internacional de Cómics de San Diego de 2009.

### Televisión
| Año               | Título                         | Papel                              | Notas                                   |
| ----------------- | ------------------------------ | ---------------------------------- | --------------------------------------- |
| 2022              | Severance                      | Sra. Casey/Gemma                   | Serie de Apple TV, papel principal      |
| 2018 - presente   | Animal Kingdom                 | Frankie                            | 23 episodios                            |
| 2018 - presente   | Altered Carbon                 | Reileen Kawahara                   | 9 episodios                             |
| 2014 - 2015, 2020 | Agents of S.H.I.E.L.D.         | Jiaying Johnson                    | 11 episodios                            |
| 2016-2017         | Supergirl                      | Verónica Sinclair / Ruleta         | 2 episodios                             |
| 2016              | The Last Ship                  | Jesse                              | 8 episodios                             |
| 2016              | Scary Endings                  | Laura                              | Episodio: "The Grinning Man"            |
| 2015              | Hollywood Hitmen               | Eva                                | Episodio: "The Tied Up Guy" (miniserie) |
| 2014, 2015        | Shameless                      | Angela                             | 6 episodios                             |
| 2014              | The 100                        | Anya                               | 7 episodios                             |
| 2014              | Spooked                        | Carol                              | Episodio: "Paranormal Professionals"    |
| 2013              | King & Maxwell                 | Benny                              | 7 episodios                             |
| 2013              | CSI: Crime Scene Investigation | Jessica Lowell                     | Episodio: "Fearless"                    |
| 2012 - 2013       | Last Resort                    | Tani Tumrenjack                    | 13 episodios                            |
| 2012              | The League                     | Merbella                           | Episodio: "12.12.12"                    |
| 2012              | Husbands                       | Joven                              | 2 episodios                             |
| 2012              | The Glades                     | Lana Kim                           | Episodio: "Food Fight"                  |
| 2012              | Don't Try This at Home         | Jen                                | Episodio: "Sex/Death, Part II"          |
| 2012              | Being Human                    | Suren                              | 7 episodios                             |
| 2011              | The Guild                      | -                                  | Episodio: "Social Traumas"              |
| 2011              | Torchwood                      | Lyn Peterfield                     | Episodio: "Miracle Day: Rendition"      |
| 2010              | Hawaii Five-0                  | Amy Hanamoa                        | Episodio: "Mana'o"                      |
| 2010              | NCIS: Los Ángeles              | Allysia "Allison Pritchett" Takada | Episodio: "Full Throttle"               |
| 2009 - 2010       | Dollhouse                      | Priya "Sierra" Tsetsang            | 27 episodios                            |
| 2005 - 2007       | Neighbours                     | Katya Kinski                       | 88 episodios                            |

### Cine
| Año  | Título                            | Papel                  | Notas                                                                                 |
| ---- | --------------------------------- | ---------------------- | ------------------------------------------------------------------------------------- |
| 2024 | Kingdom of the Planet of the Apes | Korina                 | junto a Owen Teague, Freya Allan, Peter Macon, Eka Darville y Kevin Durand            |
| 2022 | Jurassic World: Dominion          | Soyona Santos          | Junto a Chris Pratt, Bryce Dallas Howard, Jeff Goldblum, Laura Dern y Sam Neill.      |
| 2021 | Raya and the Last Dragon          | General Atitaya        | Voz. Junto a Kelly Marie Tran, Awkwafina, Gemma Chan y Daniel Dae Kim.                |
| 2020 | Bad Therapy                       | Stern                  | Junto a Alicia Silverstone, Rob Corddy, Haley Joel Osment, Aisha Tayler y Sarah Shahi |
| 2015 | Too Late                          | Jilly Bean             | Junto a Natalie Zea, Crystal Reed, John Hawkes, Jeff Fahey y Joanna Cassidy           |
| 2014 | Battling for Burton!              | Fiona Kelly            | Junto a Rachael Taylor, Cerina Vincent, Enver Gjokaj y Miracle Laurie                 |
| 2014 | Lust for Love                     | Cali                   | Junto a Fran Kranz, Enver Gjokaj, Beau Garrett, Caitlin Stasey y Miracle Laurie       |
| 2010 | Sunday Punch                      | Jill                   | Cortometraje - junto a Samy Levine y David Yow                                        |
| 2009 | Bled                              | Aaren                  | Junto a Sarah Farooqui y Chris Ivan Cevic                                             |
| 2007 | Tyrannosaurus Azteca              | Ayacoatl               | Junto a Ian Ziering y Jack McGee                                                      |
| 2006 | Aquamarine                        | Beth-Ann               | Junto a Sara Paxton, Emma Roberts, Roy Billing y Shaun Micallef                       |
| 2006 | Safety in Numbers                 | Reportera de noticiero | Junto a Teo Gebert, Jessica Napier, Henry Nixon y Tasma Walton                        |
| 2005 | EastWorld                         | Thug                   | Cortometraje - junto a Mark Duncan                                                    |

### Productora
| Año  | Título | Notas                     |
| ---- | ------ | ------------------------- |
| 2009 | Codger | Cortometraje - productora |